# 공용훈
공용훈(1995년 5월 10일 ~ )는 대한민국의 축구 선수이며 포지션은 공격형 미드필더이다. 현재 화성 FC에서 활약하고 있다.